# Mozsgó
Mozsgó es un pueblo ubicado en el distrito de Szigetvár, en el condado de Baranya, Hungría.

## Superficie
Posee una superficie de 21,76 kilómetros cuadrados.

## Demografía
Hasta 2019 la población era de 981 habitantes, con una densidad de población de 45,08 habitantes por kilómetro cuadrado.